# Fachblatt Musikmagazin
Fachblatt Musikmagazin war einst das führende Musikermagazin in Deutschland, das von Mitte der 1970er Jahre bis 1999 angeboten wurde.

## Geschichte
Die Zeitschrift entstand aus einer seit 1972 erschienenen Informationsschrift für das Musikgewerbe, nämlich Riebes Fachblatt. Hans Riebesehl war ehemaliger Roadie der Rattles und von Frumpy. Da das Blatt reges Interesse bei Amateur- und Profimusikern fand, entwickelte es sich zum professionell gemachten Fachblatt Musikmagazin, das über den Zeitschriftenhandel vertrieben wurde.
Herausgeber war anfangs Klaus Böhler, bis er Anfang 1980 verkaufte und ab 1981 die deutsche Rolling-Stone-Ausgabe herausgab. Von 1980 bis 1986 war Dieter Roesberg (* 1954) Chefredakteur. Danach war Horst Stachelhaus (* 1950) langjähriger Chefredakteur.
1999 wurde die Zeitschrift eingestellt. Mehrere ehemalige Mitarbeiter des Fachblatt Musikmagazin arbeiteten danach beim einstigen Konkurrenzblatt Gitarre & Bass weiter.